# This Mortal Coil
This Mortal Coil – przedsięwzięcie muzyczne zainicjowane przez dyrektora wytwórni płytowej 4AD Ivo Wattsa Russella, który w 1983 r. zgromadził w studiu nagraniowym najwybitniejszych muzyków swej wytwórni, by nagrać płytę It’ll End in Tears, zawierającą zapomniane covery, ale także i nowe kompozycje. Na drugiej i trzeciej płycie wystąpili w większości artyści oficjalnie nie związani z wytwórnią 4AD, ale utrzymujący się w jej klimacie. 
W nagraniach udział wzięli m.in. muzycy i zespoły: Elizabeth Fraser i Cocteau Twins, Lisa Gerrard i Dead Can Dance, Xmal Deutschland, The Wolfgang Press, Throwing Muses, Colourbox, Dif Juz, Modern English, Cindytalk, Kristin Hersh, Pieter Nooten, Heidi Berry, siostry Louise Rutkowski i Deirdre Rutkowski, Dominic Appleton, Alison Limerick.

## Nazwa
Nazwa formacji zaczerpnięta jest z dramatu Williama Szekspira Hamlet (akt III, scena 1):

For in that sleep of death what dreams may come, when we have shuffled off this mortal coil, must give us pause.

Tłumacze na język polski przekładali ten fragment odnosząc się do porzucania doczesnego, cielesnego życia:

- Jakie mogą nas nawiedzić sny w drzemce śmierci, gdy ścichnie za nami doczesny zamęt? (tł. Stanisław Barańczak)
- W tym śnie śmiertelnym marzenia przyjść mogą, Kiedy zrzucimy z siebie więzy ciała. (tł. Józef Paszkowski)
- Bo we śnie śmierci co marzyć możemy, Kiedy się z ziemskich kłopotów otrząśniem. (tł. Leon Ulrich)
- Bo w tym śnie śmierci jakie sny mogą się pojawić, kiedy zrzucimy tę śmiertelną powłokę, musi dać nam przerwę..

## Dyskografia
- It’ll End in Tears (1984)
- Filigree & Shadow (1986)
- Blood (1991)
- Dust & Guitars (2012, kompilacja)